# Herrenchiemsee
Herrenchiemsee egy királyi épületegyüttes a Herreninselen, a Chiemsee tó legnagyobb szigetén, Németországban, Bajorország déli részén. A szomszédos Frauenchiemsee-szigettel és a lakatlan Krautinsel-szigettel együtt Chiemsee községet alkotja, amely Münchentől mintegy 60 kilométerre délkeletre fekszik.
A szigetet, amelyen korábban egy Ágonston-rendi kolostor állt, 1873-ban vásárolta meg II. Lajos bajor király. A király a helyiségeket rezidenciává alakíttatta át, amely az úgynevezett Régi kastély (Altes Schloss) nevet kapta. A király 1878-tól a versailles-i mintára felépíttette az Új Herrenchiemsee-i kastélyt (Neues Schloss). Ez volt a legnagyobb, de egyben az utolsó építési projektje, és befejezetlen maradt. Ma a Bajor Állami Kastélyok, Kertek és Tavak Igazgatósága által fenntartott Herrenchiemsee a nagyközönség számára is látogatható és jelentős turisztikai látványosság. Az uralkodó által építtetett többi kastéllyal együtt 2025-ben felkerült az UNESCO világörökség listájára.

## Képgaléria

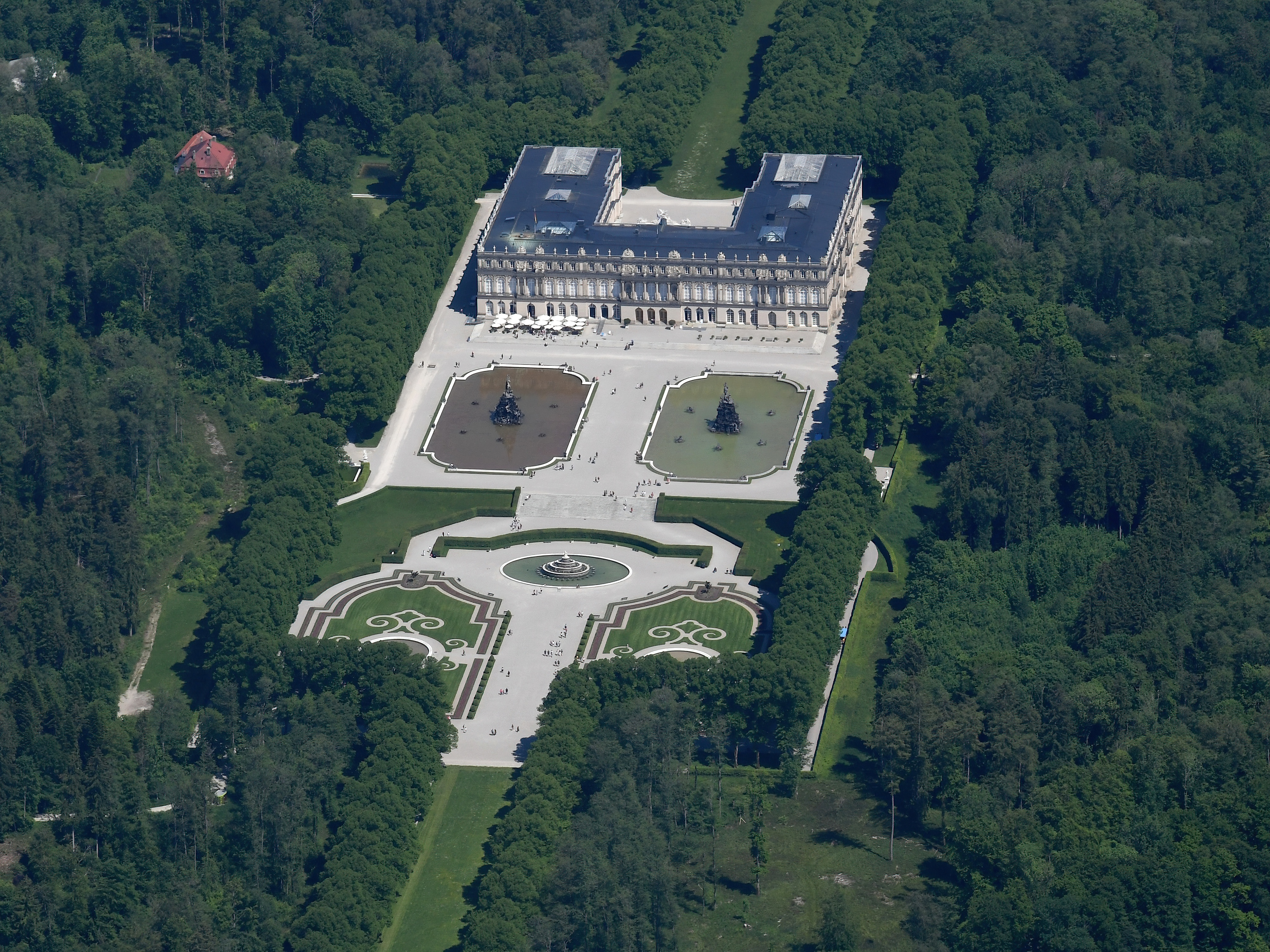
Az épületegyüttes madártávlatból
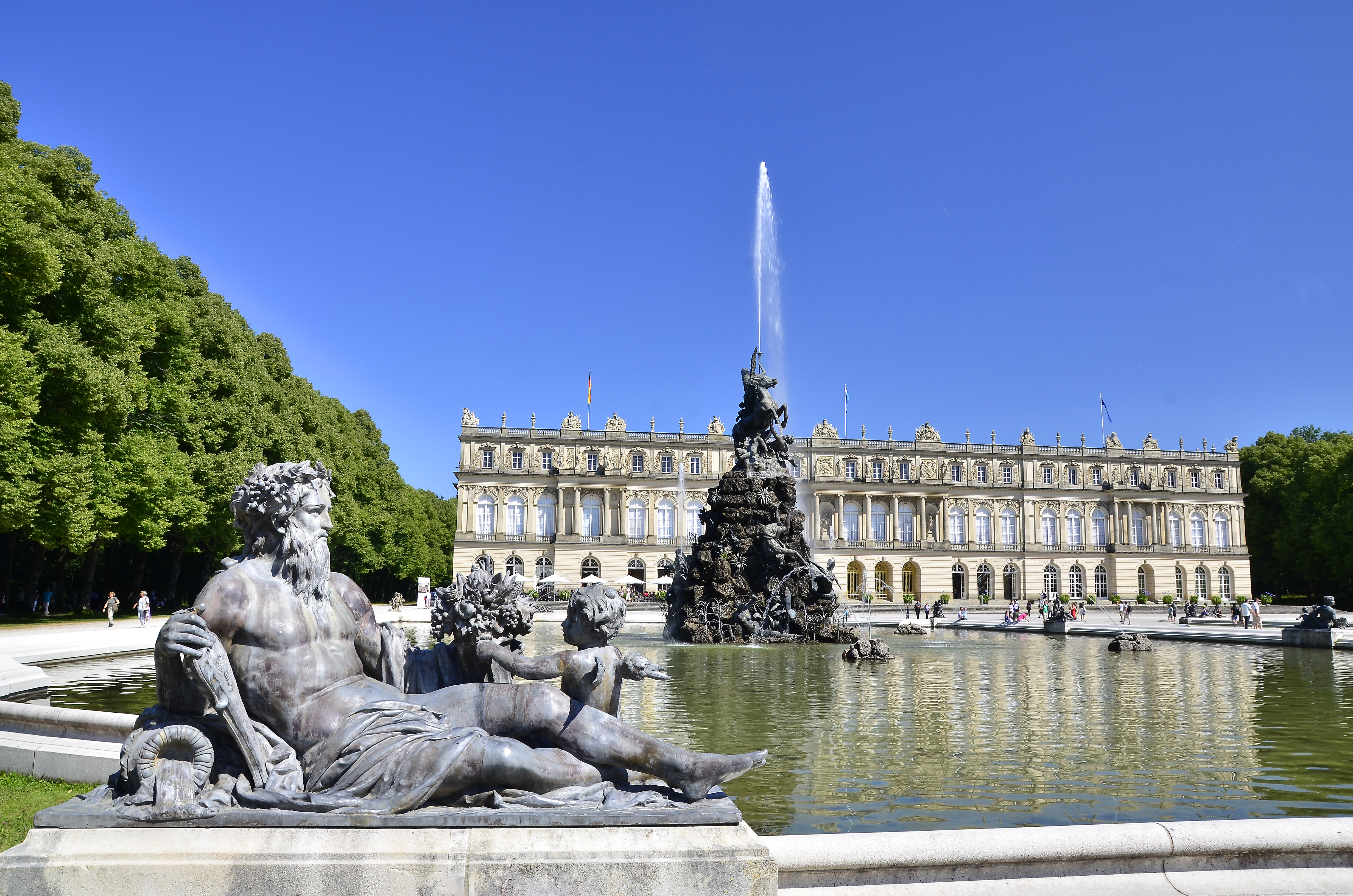
Formális kert szökőkutakkal az Új Palota nyugati oldalán
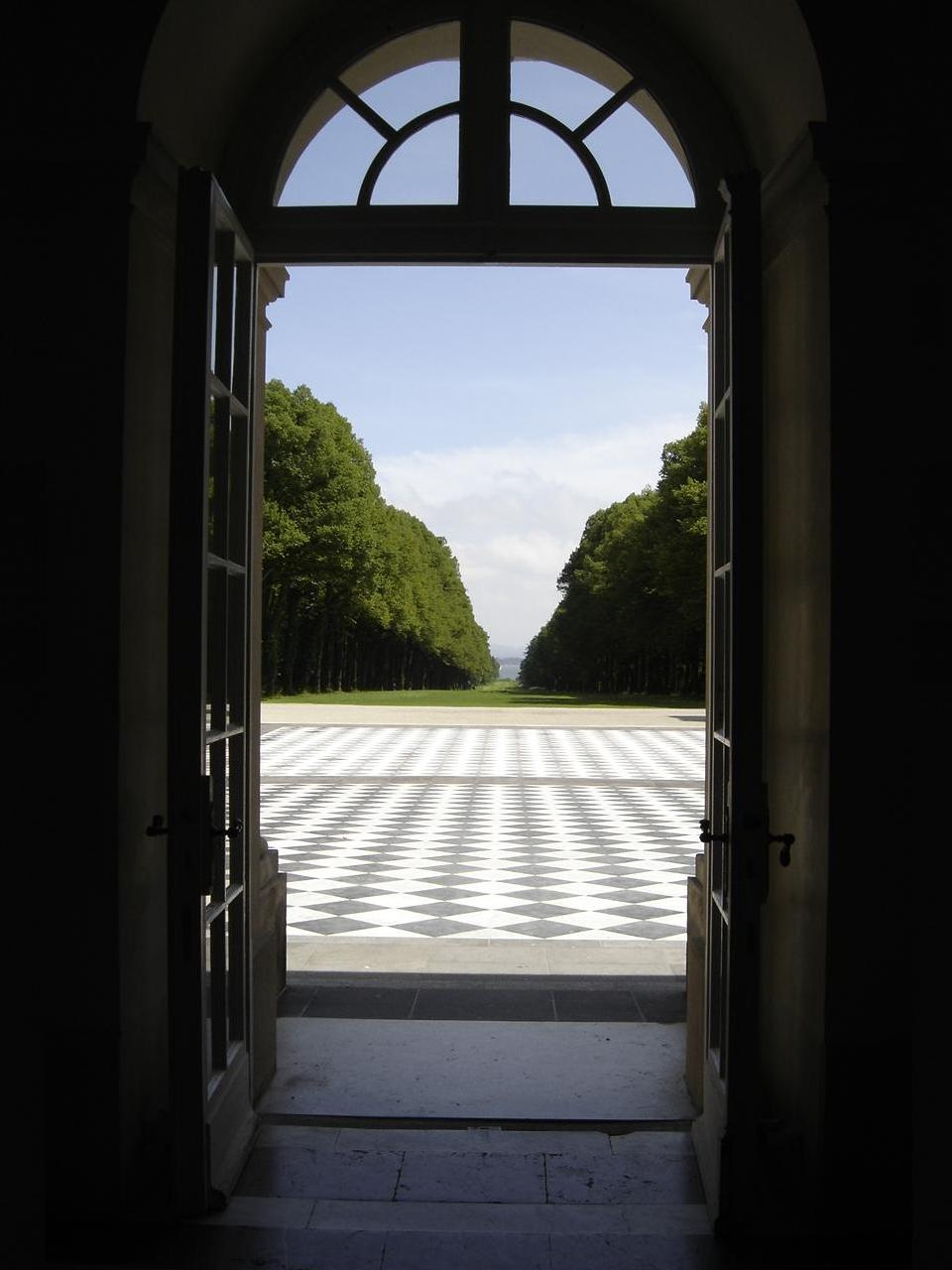
Kilátás a palotából kelet felé
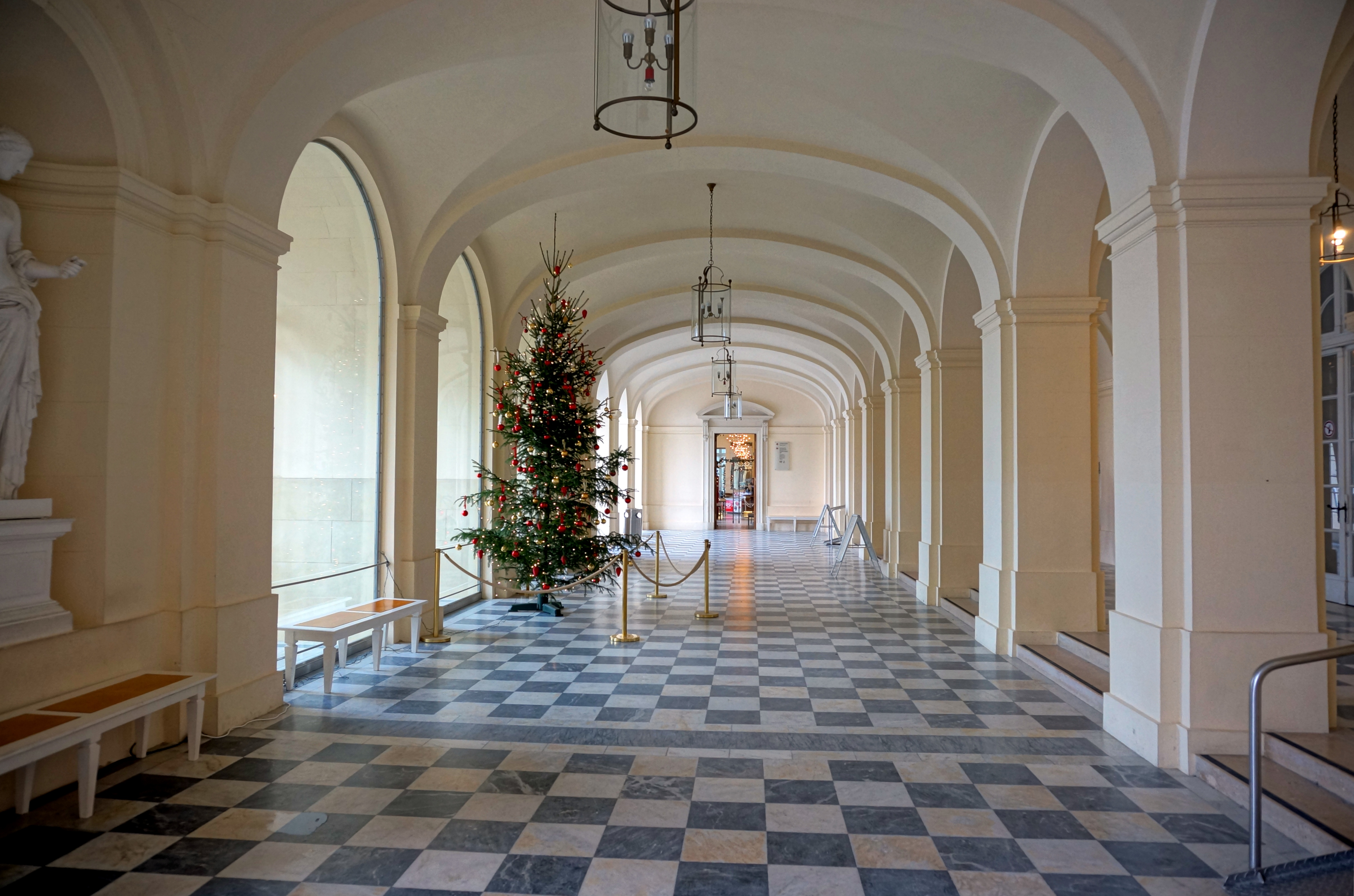
Az előcsarnok
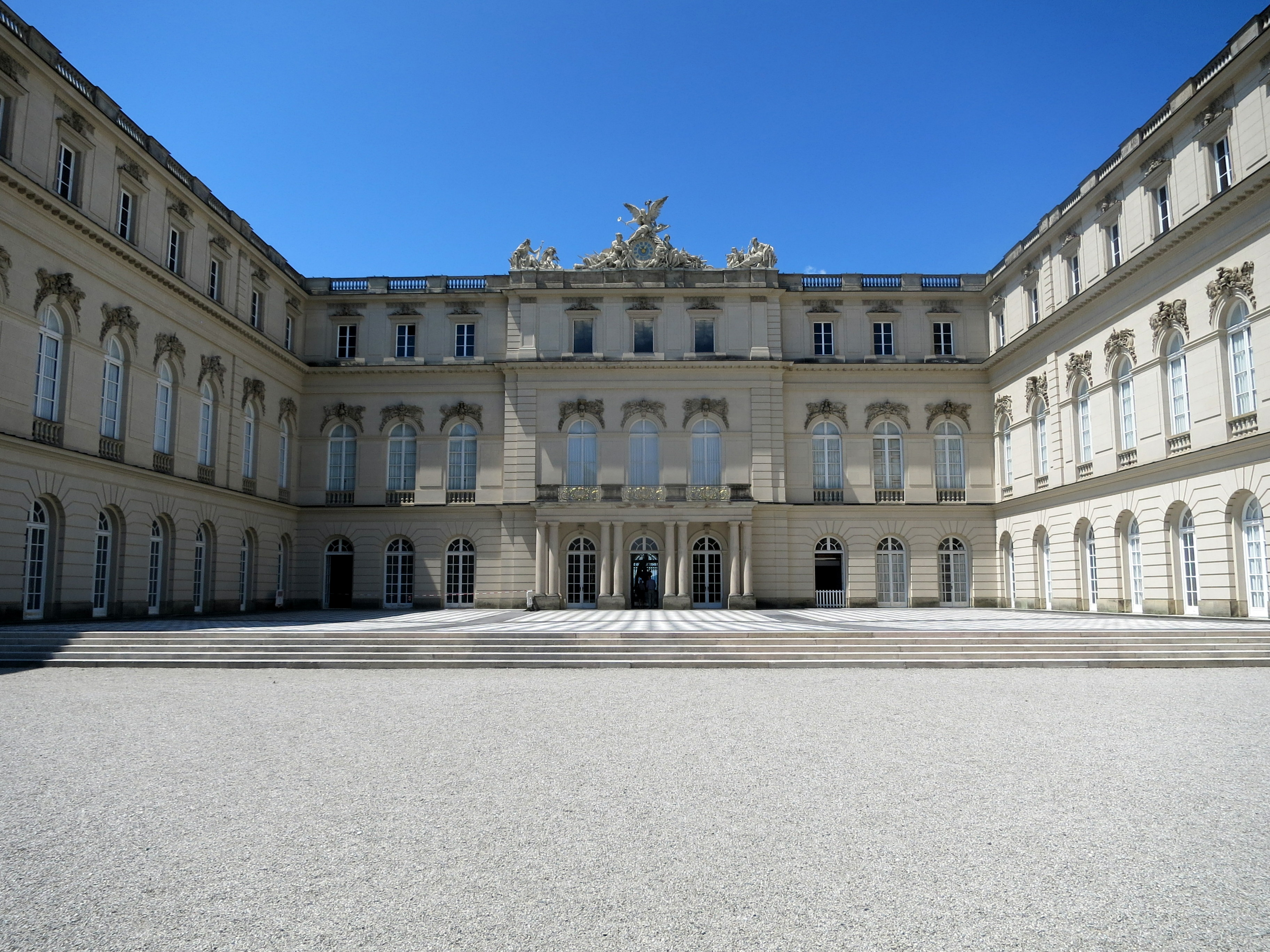
A court of honor
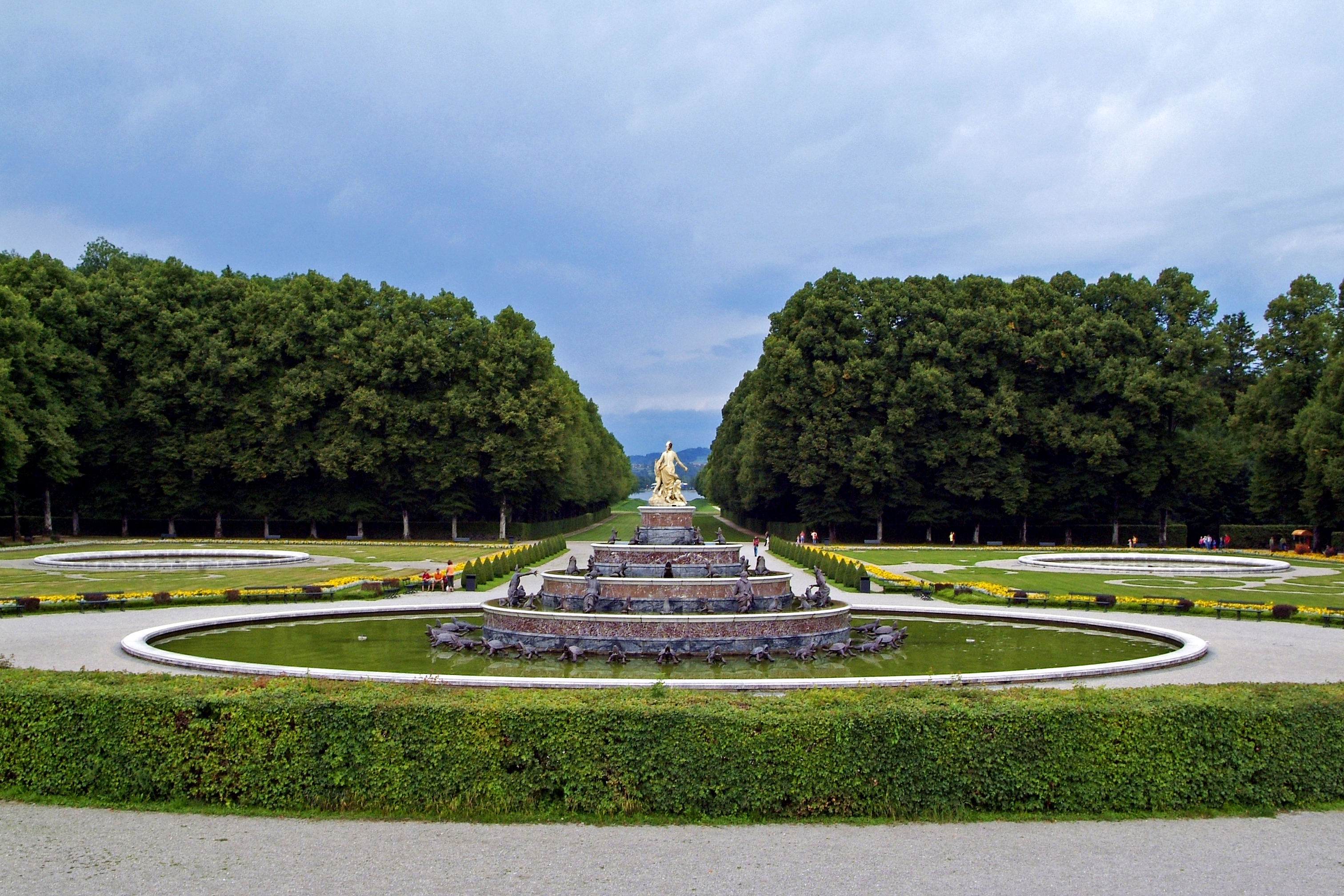
A központi tengely a Latona szökőkúton át a Chiemsee felé a versailles-i kilátást utánozza a Grand Canalra.
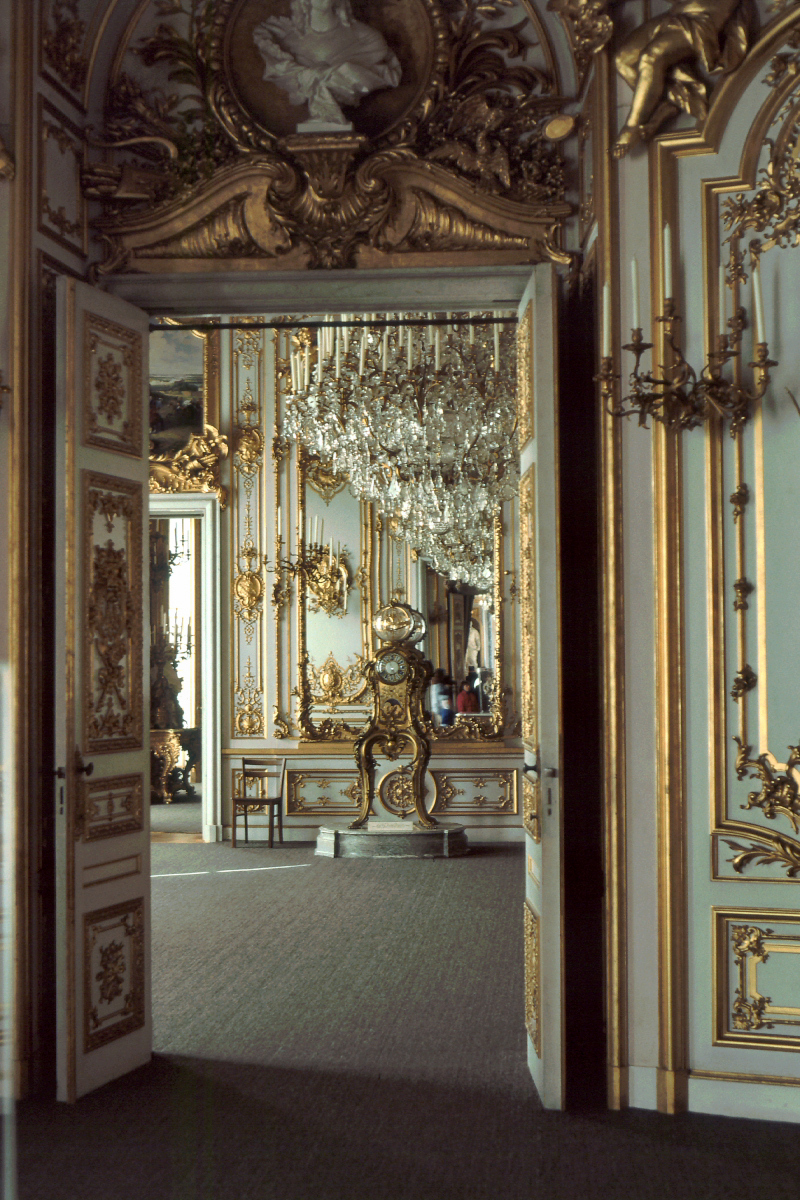
Lajos nem használt "Arbeitzimmer"-je XV. Lajos "Cabinet de travail"-jét tükrözi.